# کریستین ولا
کریستین ولا (انگلیسی: Cristian Vella؛ زادهٔ ۶ مارس ۱۹۷۸) بازیکن فوتبال اهل آرژانتین است.
از باشگاه‌هایی که در آن بازی کرده‌است می‌توان به باشگاه فوتبال ولز سارسفیلد اشاره کرد.